# Săpânța (gmina)
Săpânța – gmina w Rumunii, w okręgu Marmarosz. Obejmuje tylko jedną miejscowość Săpânța. W 2011 roku liczyła 2903 mieszkańców.